# Metrioppia oregonensis
Metrioppia oregonensis är en kvalsterart som beskrevs av Tyler A. Woolley och Harold G. Higgins 1969. Metrioppia oregonensis ingår i släktet Metrioppia och familjen Metrioppiidae. Inga underarter finns listade i Catalogue of Life.